# 日印国際貿易
日印国際貿易有限会社（にちいんこくさいぼうえき）は、かつて西日本を中心にインド料理店をチェーン展開した会社。本社は福岡県福岡市中央区舞鶴一丁目2番33号601にあった。

## 概要
代表者のグルビール・シン・アナンドはデリー大学院を修了後、1980年に来日し日印友好協会に入社。当時はドイツ資本の会社に管理職として働いていたが、幼馴染みが交換留学で日本に来ていて遊びで来ていたのがきっかけ。当時のインドでは日本に対する情報は皆無に近く、カルチャーショックを受けつつも人間の良さに惚れ込んで、勤めていた会社を辞職して来日を決意した。
入社後はインド関係のイベントを計画・実施しつつも日本各地の百貨店等でインド物産展等をおこなう。日本料理にも慣れたころ、日本人はカレーが好きなことを知った。そこで、当時付き合っていた日本人女性と結婚を機に起業。日印国際貿易有限会社を1983年に福岡市中央区天神に立ち上げた。
当初は前職と同じく百貨店での物産展だったが、1985年に九州では珍しい本場インド料理店「ナーナック」を福岡市中央区舞鶴一丁目1番4号にオープン。2年後には熊本市に2号店をオープンした。北インド料理を中心に、カレーはもちろん、タンドリーチキン、ナンなどを出している。
1989年に福岡市中央区地行浜で開催された「アジア太平洋博覧会」（よかトピア）に当時の福岡市長桑原氏に直談判し、インド政府観光局とともに参加。レストラン「ナーナック」、インドパビリオン、インド興行を一手に担うことになった。
2012年10月12日、福岡地方裁判所において、破産手続きの開始決定が受理された。